# مثیموگلوبین

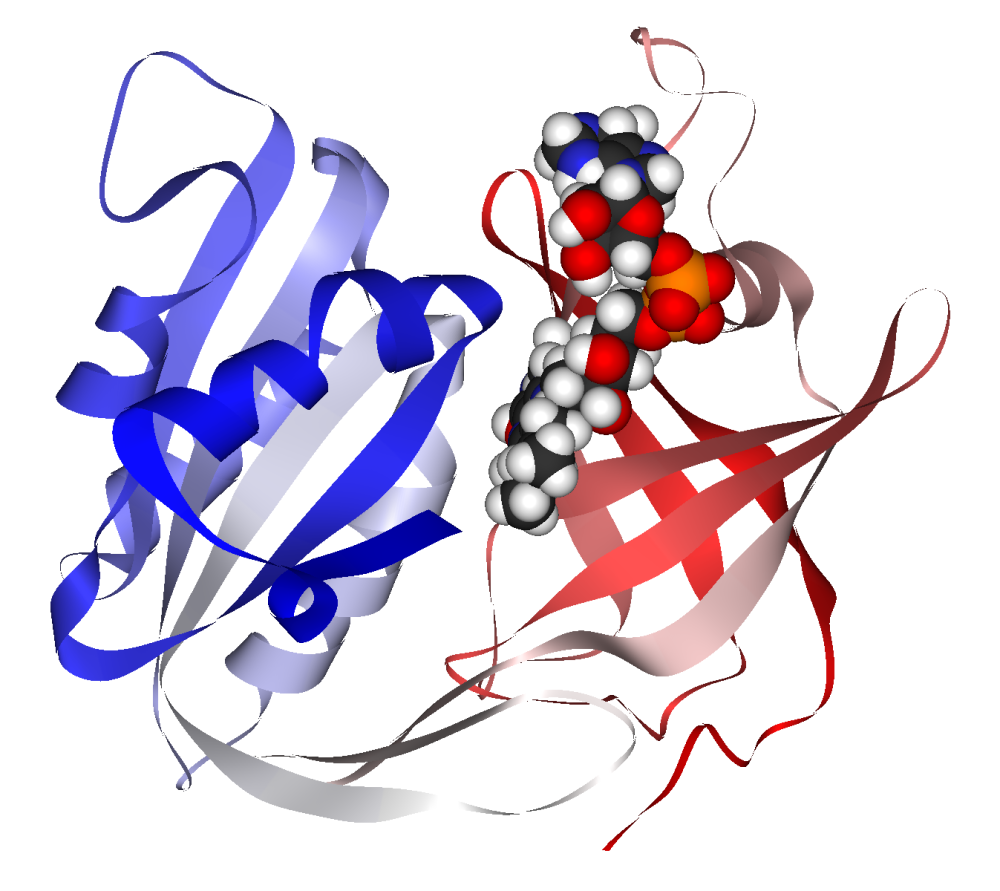
ساختار آنزیمی که متهموگلوبین را به هموگلوبین تبدیل می‌کند

مثیموگلوبین (انگلیسی: Methemoglobin) یک هموگلوبین به شکل پروتئین فلزی (متالوپروتئین) است که در آن آهن در گروه هم در حالت Fe3+ (آهن (III) یا فریک) است نه Fe2+ (آهن (II) یا فرو) هموگلوبین طبیعی. گاهی اوقات به آن فری هموگلوبین نیز می‌گویند. متهموگلوبین نمی‌تواند اکسیژن را متصل کند، به این معنی که نمی‌تواند اکسیژن را به بافت‌ها برساند. رنگ آن قهوه‌ای شکلاتی مایل به آبی است. در خون انسان مقدار کمی از متهموگلوبین به طور معمول خود به خود تولید و ساخته می‌شود، اما هنگامی بیش از حد وجود داشته باشد، خون به طور غیر طبیعی قهوه‌ای مایل به آبی تیره می‌شود. آنزیم متهموگلوبین ردوکتاز وابسته به NADH (نوعی دیافوراز) مسئول تبدیل متهموگلوبین به هموگلوبین است.
به طور معمول یک تا دو درصد از هموگلوبین یک فرد متهموگلوبین است. درصد بالاتر از این می‌تواند ژنتیکی باشد یا در اثر قرار گرفتن در معرض مواد شیمیایی گوناگون ایجاد شود و بسته به سطح آن می‌تواند باعث ایجاد مشکلاتی به نام متهموگلوبینمی شود. سطح بالاتر متهموگلوبین باعث می‌شود که یک پالس اکسی‌متر بدون توجه به سطح واقعی اشباع اکسیژن نزدیک به ۸۵% خوانده شود.